# Stöfflhütte
Die Stöfflhütte ist eine Berghütte am Fuße des Wilden Kaisers im Bundesland Tirol in Österreich.

## Lage
Die Hütte liegt auf einer Höhe von 1170 m ü. A. auf dem Gebiet der Walleralm. Sie ist vom Hintersteiner See aus in einem Spaziergang zu erreichen, kann aber auch Jausenstation für eine Reihe von Touren rund um den Wilden Kaiser sein.

## Geschichte
Die Stöfflhütte wurde vor mehr als 350 Jahren auf der Walleralm errichtet. Im Sommer wurde die Alm traditionell bewirtschaftet (Viehhaltung, Käseherstellung etc.), in den letzten Jahren wurde sie immer mehr Anlaufstelle von Bergwanderern und Spaziergängern.

## Bewirtschaftung
In den Sommermonaten wird die Stöfflhütte von der Familie Bichler aus Schwoich bewirtschaftet und ist beliebte Anlaufstation für Wanderer, Spaziergänger und Mountainbikefahrer.